# Катхе Олександр Євгенович
Катхе Олександр Євгенович (15 березня 1893, Вільно, Російська імперія —?) — підполковник Дієвої Армії УНР.

## Біографія
Народився у місті Вільно.
Закінчив Михайлівське артилерійське училище у 1914 році. У складі 65-ї артилерійської бригади брав участь у Першій світовій війні. Був нагороджений Георгіївською зброєю. Останнє звання у російській армії — капітан.
В українській армії з 16 лютого 1919 року — командир 5-ї батареї Січових стрільців Дієвої Армії УНР, згодом — 1-ї гаубичної батареї, що входила до 2-го гарматного полку Січових стрільців Дієвої Армії УНР. Навесні 1919 року полк було передано до складу Української Галицької армії — до 2-го Галицького корпусу, у складі якого 5-та батарея воювала спочатку проти поляків, а згодом — проти червоних.
У січні 1920 року батарею було передано до 4-ї Галицької бригади Едуарда Шепаровича, яка у квітні 1920 року приєдналася до рейдуючої у Першому Зимовому поході Дієвої Армії УНР. Рештки 2-го гарматного полку та 5-ї батареї Січових стрільців було передано на формування артилерії 5-ї Херсонської стрілецької дивізії Армії УНР. 3 25 квітня 1920 року — командир 13-го гарматного куреня 5-ї Херсонської стрілецької дивізії Армії УНР.
У 1920-х роках жив в еміграції у Польщі.